# Ligat ha’Al (2018/2019)
Ligat ha’Al 2018/2019 (hebr. ליגת העל albo zwana Izraelską Ekstraklasą lub ze względów sponsorskich Ligat Japanika) – 
była 20. edycją najwyższej klasy rozgrywkowej piłki nożnej w Izraelu pod tą nazwą. 
Brało w niej udział 14 drużyn, które w okresie od 25 sierpnia 2018 do 25 maja 2019 rozegrały w dwóch rundach 36 kolejek meczów.  
Obrońcą tytułu była drużyna Hapoel Beer Szewa.
Mistrzostwo po raz dwudziesty drugi w historii zdobyła drużyna Maccabi Tel Awiw.

## Drużyny
| Uczestnicy poprzedniej edycji                                                                                 | Uczestnicy poprzedniej edycji | Uczestnicy poprzedniej edycji | Uczestnicy poprzedniej edycji |
| --- | ----------------------------- | ----------------------------- | ----------------------------- |
| HBS | Hapoel Beer Szewa             | 1                             |                               |
| MTA | Maccabi Tel Awiw              | 2                             |                               |
| BEI | Beitar Jerozolima             | 3                             |                               |
| HHA | Hapoel Hajfa                  | 4                             |                               |
| MNE | Maccabi Netanja               | 5                             |                               |
| BNY | Bene Jehuda Tel Awiw          | 6                             |                               |
| IKS | Hapoel Ironi Kirjat Szemona   | 7                             |                               |
| MPT | Maccabi Petach Tikwa          | 8                             |                               |
| HRA | Hapoel Ra’ananna              | 9                             |                               |
| MHA | Maccabi Hajfa                 | 10                            |                               |
| BNS | Bene Sachnin                  | 11                            |                               |
| ASZ | FC Aszdod                     | 12                            |                               |
| Awans z Liga Leumit                                                                                           |                               |                               |                               |
| HTA | Hapoel Tel Awiw               | 1                             |                               |
| HHD | Hapoel Hadera                 | 2                             |                               |
| Oznaczenia: - kolumna pierwsza – skróty nazw drużyn, - kolumna trzecia – miejsce zajęte w poprzednim sezonie. |                               |                               |                               |

## Faza zasadnicza

### Tabela
| Lp. | Drużyna              | M  | Z  | R  | P  | B+ | B– | +/– | Pkt | Kwalifikacja      |
| --- | -------------------- | -- | -- | -- | -- | -- | -- | --- | --- | ----------------- |
| 1   | Maccabi Tel Awiw     | 26 | 20 | 6  | 0  | 57 | 12 | +45 | 66  | grupa mistrzowska |
| 2   | Maccabi Hajfa        | 26 | 12 | 8  | 6  | 34 | 27 | +7  | 44  | grupa mistrzowska |
| 3   | Maccabi Netanja      | 26 | 12 | 7  | 7  | 34 | 29 | +5  | 43  | grupa mistrzowska |
| 4   | Hapoel Beer Szewa    | 26 | 10 | 9  | 7  | 36 | 32 | +4  | 39  | grupa mistrzowska |
| 5   | Bene Jehuda          | 26 | 10 | 7  | 9  | 39 | 25 | +14 | 37  | grupa mistrzowska |
| 6   | Hapoel Hadera        | 26 | 9  | 6  | 11 | 30 | 41 | −11 | 33  | grupa mistrzowska |
| 7   | Hapoel Hajfa         | 26 | 7  | 11 | 8  | 42 | 37 | +5  | 32  | grupa spadkowa    |
| 8   | Hapoel Tel Awiw      | 26 | 6  | 13 | 7  | 26 | 23 | +3  | 31  | grupa spadkowa    |
| 9   | Ironi Kirjat Szemona | 26 | 7  | 9  | 10 | 25 | 28 | −3  | 30  | grupa spadkowa    |
| 10  | Hapoel Ra’ananna     | 26 | 6  | 12 | 8  | 20 | 30 | −10 | 30  | grupa spadkowa    |
| 11  | Beitar Jerozolima    | 26 | 7  | 8  | 11 | 32 | 37 | −5  | 29  | grupa spadkowa    |
| 12  | Maccabi Petach Tikwa | 26 | 6  | 10 | 10 | 26 | 40 | −14 | 28  | grupa spadkowa    |
| 13  | FC Aszdod            | 26 | 5  | 7  | 14 | 20 | 42 | −22 | 22  | grupa spadkowa    |
| 14  | Bene Sachnin         | 26 | 4  | 9  | 13 | 21 | 39 | −18 | 21  | grupa spadkowa    |

### Wyniki
| Gospodarz \ Gość     | BEI | BnS | BnY | ASH | HAH | HBS | HHA | HRA | HTA | MNE | IKS | MHA | MPT | MTA |
| -------------------- | --- | --- | --- | --- | --- | --- | --- | --- | --- | --- | --- | --- | --- | --- |
| Beitar Jerozolima    |     | 3–2 | 1–5 | 4–1 | 0–1 | 2–3 | 1–1 | 2–0 | 0–1 | 1–1 | 0–0 | 1–1 | 0–0 | 0–2 |
| Bene Sachnin         | 0–0 |     | 2–1 | 4–3 | 1–2 | 0–0 | 0–4 | 0–0 | 1–1 | 0–2 | 0–3 | 0–2 | 0–1 | 0–0 |
| Bene Jehuda          | 0–2 | 0–1 |     | 2–0 | 2–0 | 3–1 | 4–2 | 3–0 | 0–0 | 0–0 | 0–1 | 1–1 | 2–2 | 1–3 |
| FC Aszdod            | 1–1 | 2–1 | 1–0 |     | 2–3 | 1–0 | 0–3 | 1–1 | 1–1 | 1–4 | 1–0 | 0–1 | 1–1 | 0–2 |
| Hapoel Hadera        | 0–3 | 2–1 | 0–4 | 3–2 |     | 1–2 | 2–0 | 0–0 | 2–1 | 2–2 | 1–0 | 1–2 | 3–0 | 0–2 |
| Hapoel Beer Szewa    | 3–1 | 1–1 | 0–0 | 1–0 | 2–2 |     | 2–0 | 2–0 | 2–1 | 1–1 | 2–1 | 0–2 | 4–1 | 1–1 |
| Hapoel Hajfa         | 2–2 | 0–3 | 0–2 | 0–1 | 1–1 | 4–4 |     | 2–2 | 1–1 | 5–0 | 1–1 | 0–0 | 4–2 | 1–3 |
| Hapoel Ra’ananna     | 2–1 | 2–1 | 0–0 | 1–1 | 1–0 | 3–1 | 0–3 |     | 0–0 | 1–2 | 2–1 | 1–1 | 1–0 | 0–2 |
| Hapoel Tel Awiw      | 0–3 | 2–0 | 3–2 | 0–0 | 1–1 | 1–0 | 1–0 | 0–0 |     | 1–2 | 0–0 | 1–2 | 6–0 | 1–1 |
| Maccabi Netanja      | 3–1 | 1–1 | 1–3 | 1–0 | 1–0 | 1–0 | 1–2 | 1–0 | 1–1 |     | 1–0 | 0–0 | 0–1 | 1–2 |
| Ironi Kirjat Szemona | 2–0 | 2–2 | 0–2 | 0–0 | 3–1 | 1–1 | 1–1 | 1–1 | 1–0 | 1–0 |     | 2–3 | 0–2 | 1–2 |
| Maccabi Hajfa        | 1–2 | 2–0 | 1–0 | 2–0 | 3–1 | 0–0 | 1–3 | 0–0 | 3–2 | 0–2 | 2–2 |     | 1–2 | 1–3 |
| Maccabi Petach Tikwa | 4–1 | 0–0 | 1–1 | 2–0 | 1–1 | 1–3 | 1–1 | 1–1 | 0–0 | 1–4 | 0–1 | 1–2 |     | 1–1 |
| Maccabi Tel Awiw     | 1–0 | 3–0 | 2–1 | 4–0 | 4–0 | 3–0 | 1–1 | 4–1 | 0–0 | 4–1 | 3–0 | 2–0 | 2–0 |     |

## Faza finałowa

### Grupa mistrzowska
| Lp. | Drużyna              | M  | Z  | R  | P  | B+ | B– | +/– | Pkt | Kwalifikacja lub spadek                      |  | MTA | MHA | HBS | MNE | BnY | HAH |
| --- | -------------------- | -- | -- | -- | -- | -- | -- | --- | --- | -------------------------------------------- |  | --- | --- | --- | --- | --- | --- |
| 1   | Maccabi Tel Awiw (M) | 36 | 27 | 8  | 1  | 77 | 17 | +60 | 89  | Liga Mistrzów UEFA • II runda kwalifikacyjna |  |     | 1–0 | 0–0 | 3–0 | 2–3 | 2–0 |
| 2   | Maccabi Hajfa        | 36 | 16 | 10 | 10 | 46 | 41 | +5  | 58  | Liga Europy UEFA • I runda kwalifikacyjna    |  | 1–1 |     | 3–1 | 2–1 | 0–2 | 1–3 |
| 3   | Hapoel Beer Szewa    | 36 | 15 | 10 | 11 | 48 | 46 | +2  | 55  | Liga Europy UEFA • I runda kwalifikacyjna    |  | 0–4 | 0–1 |     | 0–2 | 2–1 | 1–0 |
| 4   | Maccabi Netanja      | 36 | 15 | 8  | 13 | 45 | 47 | −2  | 53  |                                              |  | 1–4 | 1–2 | 0–1 |     | 0–2 | 3–2 |
| 5   | Bene Jehuda (P)      | 36 | 14 | 9  | 13 | 56 | 41 | +15 | 51  | Liga Europy UEFA • III runda kwalifikacyjna  |  | 0–2 | 2–2 | 2–3 | 1–1 |     | 1–2 |
| 6   | Hapoel Hadera        | 36 | 12 | 6  | 18 | 43 | 59 | −16 | 42  |                                              |  | 0–1 | 2–0 | 1–4 | 1–2 | 2–3 |     |

### Grupa spadkowa
| Lp. | Drużyna                  | M  | Z  | R  | P  | B+ | B– | +/– | Pkt | Kwalifikacja lub spadek |     | BEI | HTA | HRA | IKS | HHA | ASH | MPT | BnS |
| --- | ------------------------ | -- | -- | -- | -- | -- | -- | --- | --- | ----------------------- | --- | --- | --- | --- | --- | --- | --- | --- | --- |
| 7   | Beitar Jerozolima        | 33 | 11 | 10 | 12 | 43 | 43 | 0   | 43  |                         |     |     |     |     |     |     | 2–3 | 4–1 | 0–0 |
| 8   | Hapoel Tel Awiw          | 33 | 9  | 15 | 9  | 40 | 30 | +10 | 42  |                         | 1–2 |     |     | 2–2 |     | 5–1 |     | 3–0 |     |
| 9   | Hapoel Ra’ananna         | 33 | 8  | 15 | 10 | 29 | 38 | −9  | 39  |                         | 1–2 | 2–1 |     |     |     | 1–2 |     | 2–2 |     |
| 10  | Ironi Kirjat Szemona     | 33 | 9  | 11 | 13 | 34 | 35 | −1  | 38  |                         | 0–1 |     | 0–0 |     | 3–0 |     | 0–1 |     |     |
| 11  | Hapoel Hajfa             | 33 | 8  | 13 | 12 | 44 | 47 | −3  | 37  |                         | 0–0 | 0–0 | 0–2 |     |     |     | 0–3 |     |     |
| 12  | FC Aszdod                | 33 | 10 | 7  | 16 | 34 | 54 | −20 | 37  |                         |     |     |     | 3–2 | 1–0 |     |     | 1–2 |     |
| 13  | Maccabi Petach Tikwa (S) | 33 | 8  | 12 | 13 | 33 | 51 | −18 | 36  | Spadek do Liga Leumit   |     |     | 0–2 | 1–1 |     |     | 0–3 |     |     |
| 14  | Bene Sachnin (S)         | 33 | 5  | 12 | 16 | 27 | 50 | −23 | 27  | Spadek do Liga Leumit   |     |     |     |     | 0–2 | 1–2 |     | 1–1 |     |

## Najlepsi strzelcy
| Bramki      | Strzelcy            | Drużyna                             |
| ----------- | ------------------- | ----------------------------------- |
| 15          | Ben Sahar           | Hapoel Beer Szewa                   |
| 13          | Fatos Bećiraj       | Maccabi Netanja                     |
| 13          | Lúcio Maranhão      | Hapoel Hadera                       |
| 12          | Yarden Shua         | Bene Jehuda / Maccabi Hajfa         |
| 12          | Eliran Atar         | Maccabi Tel Awiw                    |
| 11          | Mavis Tchibota      | Bene Jehuda                         |
| Omer Atzili | Maccabi Tel Awiw    |                                     |
| 10          | Guy Melamed         | Hapoel Beer Szewa / Maccabi Netanja |
| 9           | Nikita Rukavytsya   | Maccabi Hajfa                       |
| 9           | Ange-Freddy Plumain | Hapoel Hadera / Beitar Jerozolima   |
| 9           | Shlomi Azulay       | Bene Sachnin                        |

Źródło:

## Stadiony
| FC Aszdod         |
| Stadion Jedenastu |
| 7 800             |
|                   |

| Beitar Jerozolima |
| Stadion Teddy     |
| 31 733            |
|                   |

| Bene Sachnin |
| Stadion Doha |
| 8 500        |
|              |

| Ironi Kirjat Szemona |
| Stadion Miejski      |
| 5 300                |
|                      |

| Hapoel Beer Szewa |
| Turner Stadium    |
| 16 126            |
|                   |

| Hapoel Hajfa Maccabi Hajfa |
| Stadion Samiego Ofera      |
| 30 942                     |
|                            |

| Maccabi Netanja Hapoel Hadera Maccabi Tel Awiw |
| Stadion Netanja                                |
| 13 610                                         |
|                                                |

| Maccabi Petach Tikwa Bene Jehuda Hapoel Tel Awiw |
| Stadion Miejski                                  |
| 11 500                                           |
|                                                  |

| Hapoel Ra’ananna  |
| Stadion Ramat Gan |
| 13 370            |
|                   |